# 'Til the End of Forever
'Til the End of Forever é um álbum de estúdio do músico, cantor e compositor estadunidense Michael Bolton, lançado em 2005. A canção "Courage In Your Eyes", composta por Bolton, é um tributo à Coretta Scott King.
| Críticas profissionais                                                      | Críticas profissionais |
| Avaliações da crítica                                                       | Avaliações da crítica  |
| Fonte                                                                       | Avaliação              |
| --------------------------------------------------------------------------- | ---------------------- |
| allmusic                                                                    | [ 2 ]                  |
| Esta tabela precisa de ser acompanhada por texto em prosa. Consulte o guia. |                        |

## Faixas
- Faixas de 1 a 7 são gravações em estúdio, enquanto as faixas de 8 à 18 são gravações ao vivo.

1. "I'm Alive"
2. "Til the End of Forever"
3. "Still the Love of My Life"
4. "Next Lifetime"
5. "Hear Me""
6. "Courage in Your Eyes
7. "Said I Loved You…But I Lied" [Reggae Version]
8. "Time, Love and Tenderness"
9. "When a Man Loves a Woman"
10. "Go the Distance"
11. "Nessun Dorma"
12. "(Sittin' On) The Dock of the Bay" (Otis Redding)
13. "To Love Somebody"
14. "How Can We Be Lovers"
15. "Love Is a Wonderful Thing"
16. "Soul Provider"
17. "Steel Bars"
18. "How Am I Supposed to Live Without You"

## Desempenho nas paradas

### Álbum
| Paradas (2005)         | Melhor posição |
| ---------------------- | -------------- |
| Billboard 200          | 128            |
| Top Independent Albums | 10             |

### Singles
| Ano  | Single                   | Parada             | Posição |
| ---- | ------------------------ | ------------------ | ------- |
| 2005 | "Til the End of Forever" | Adult Contemporary | 32      |